# 布他沙明
布他沙明（英語： 或 ）是一种含氮有机化合物，化学式C
15H
25NO
3，能作为β受体阻滞剂。它的合成有专利报道。